# Люди, пов'язані з Донецьком
Люди, які народились або тривалий час жили та працювали у Донецьку:

## А

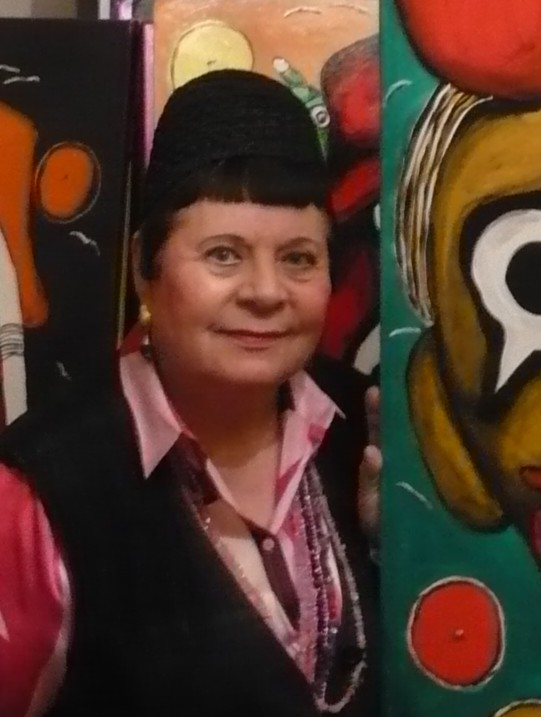
Емма Андієвська

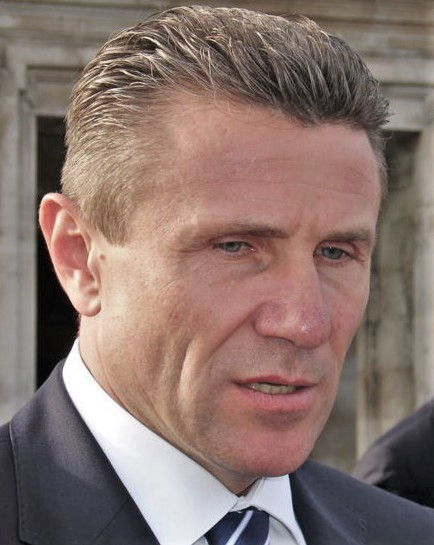
Сергій Бубка

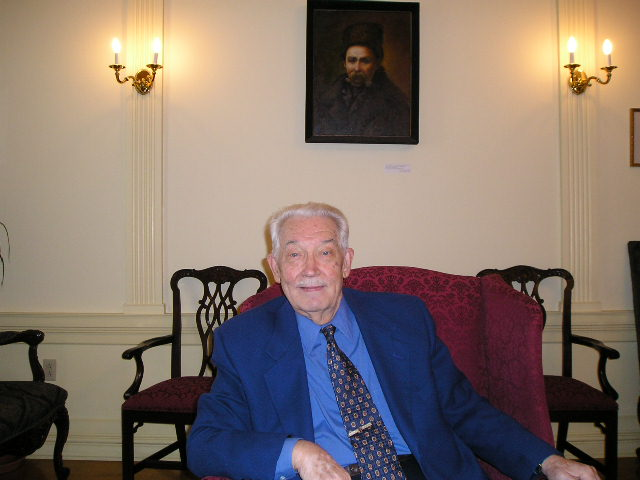
Володимир Біляїв

Галина Гордасевич

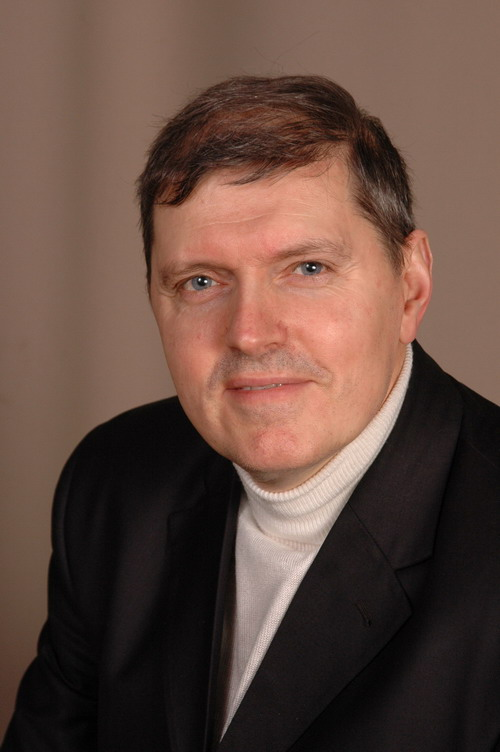
Загнітко Анатолій

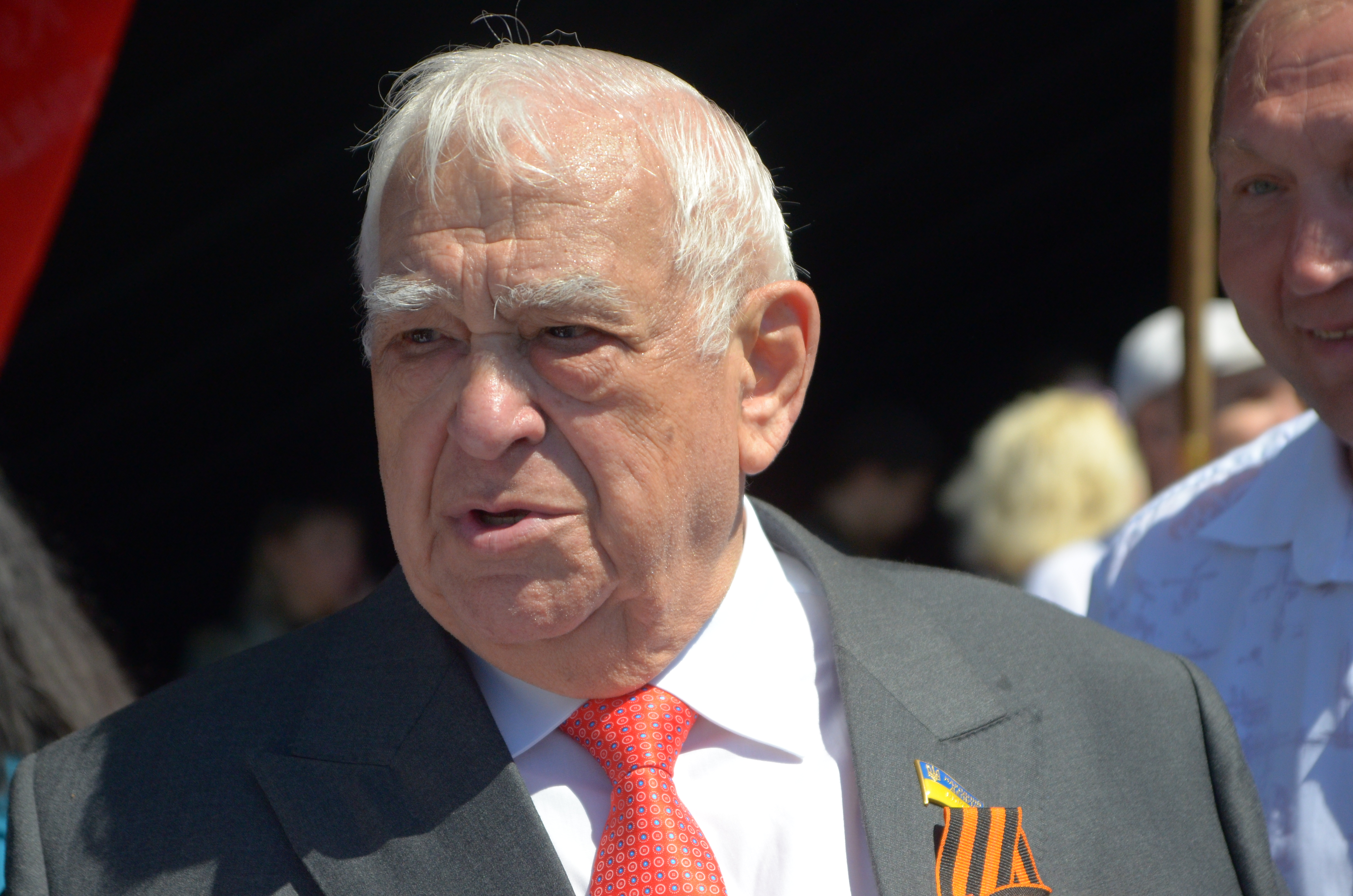
Юхим Звягільський

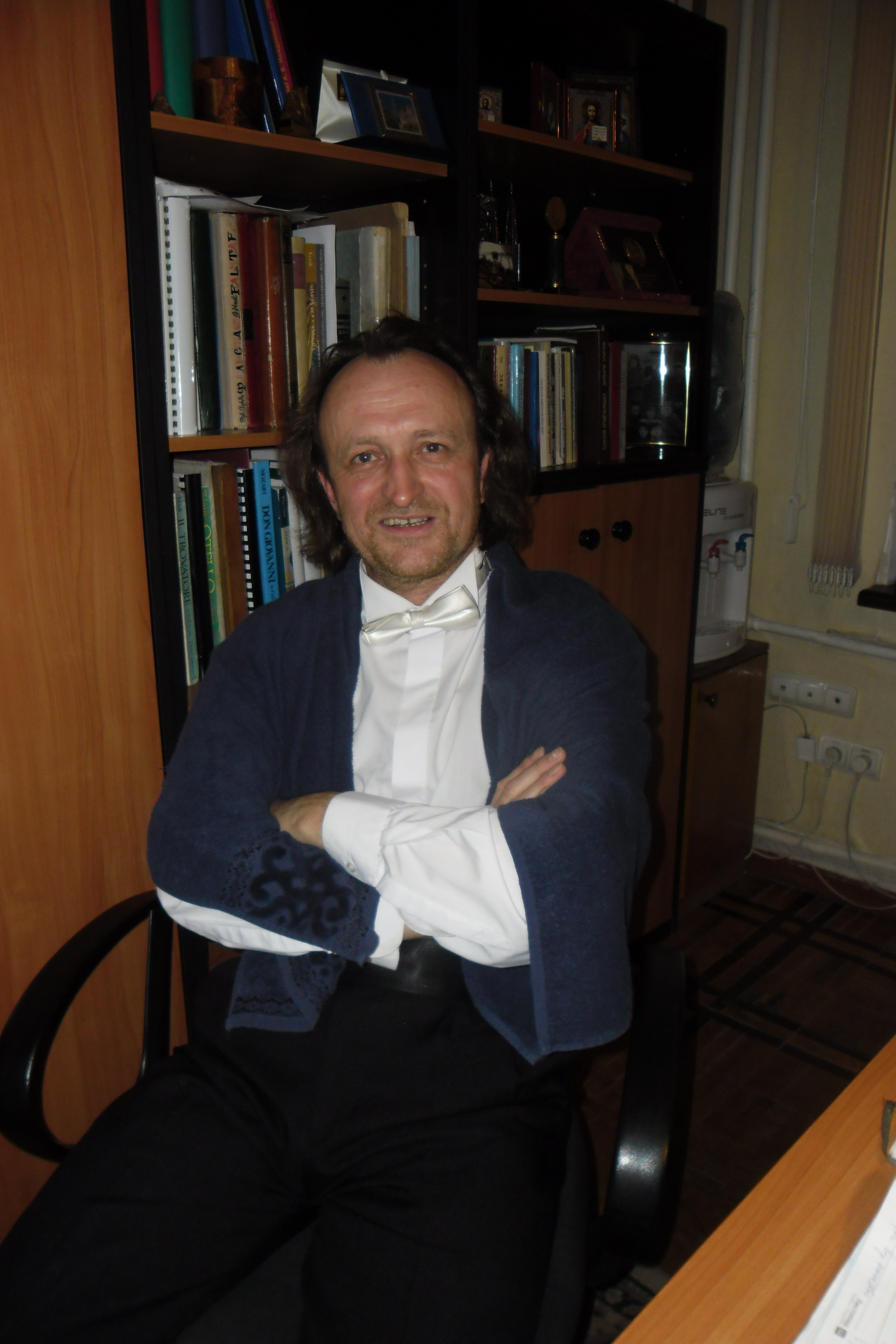
Василенко Василь

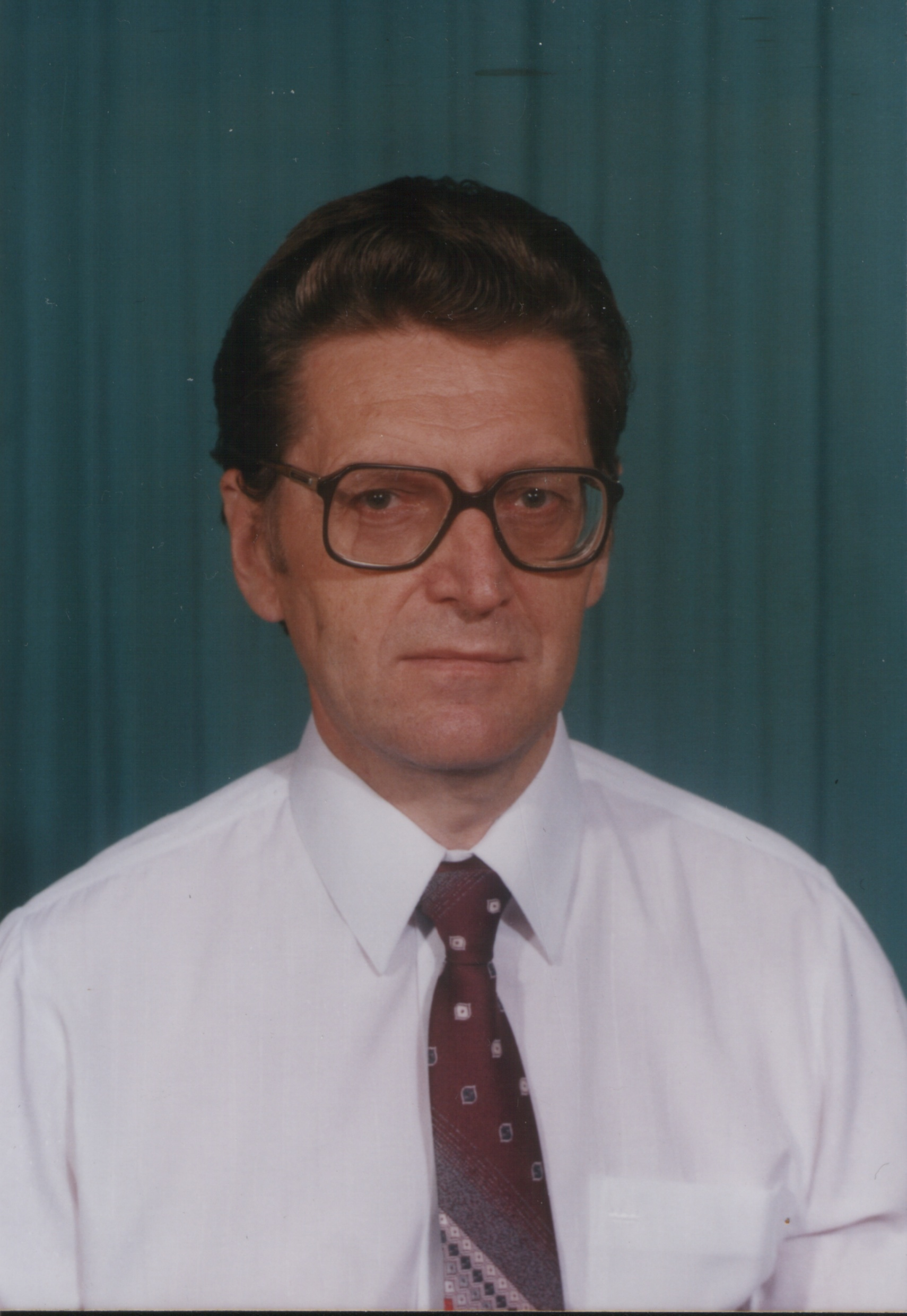
Опейда Йосип

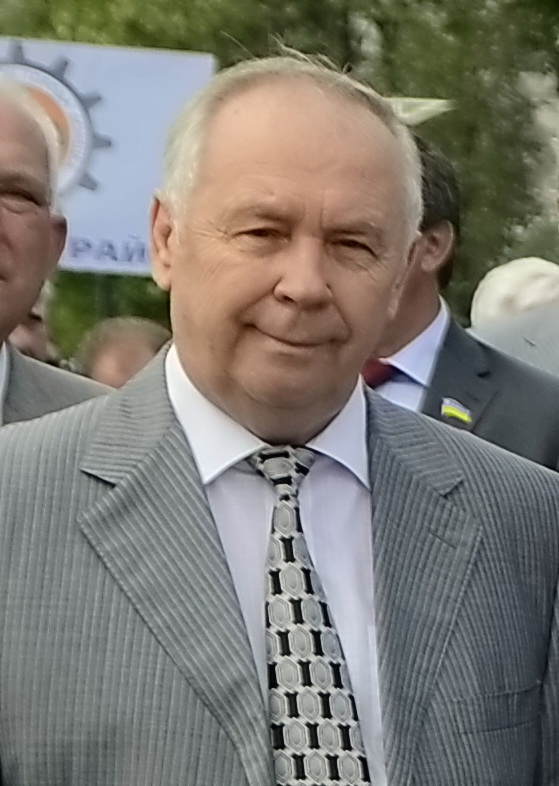
Володимир Рибак

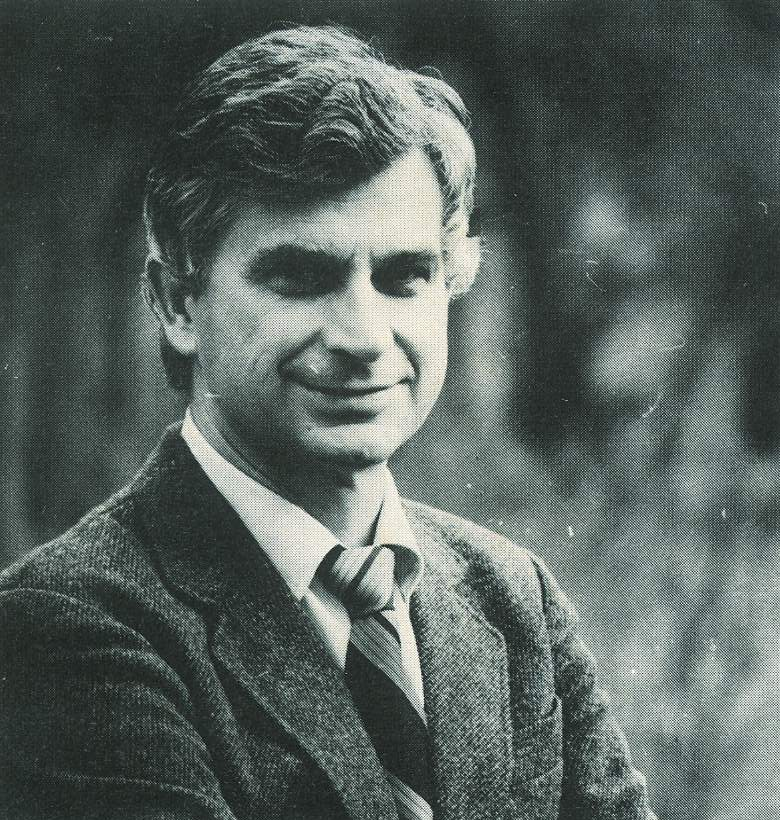
Анатолій Солов'яненко

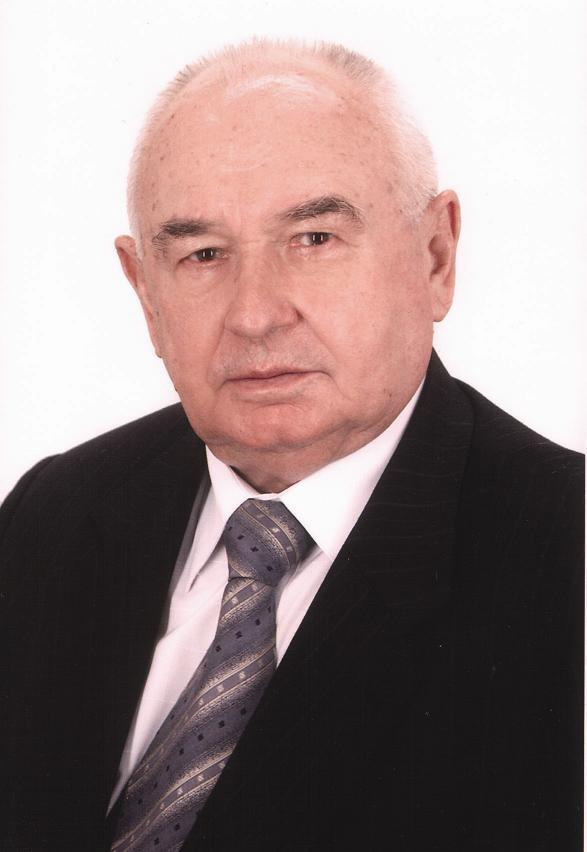
Микола Чумаченко

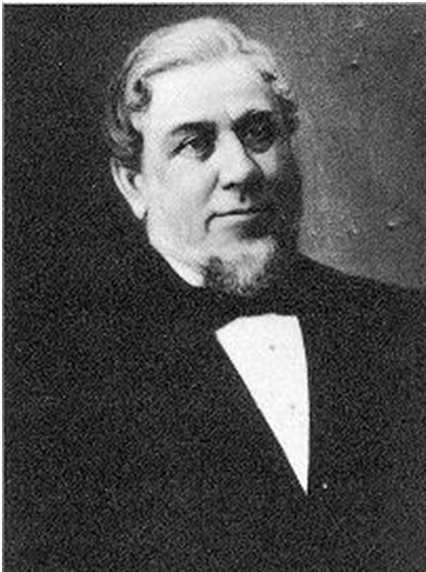
Джон Юз

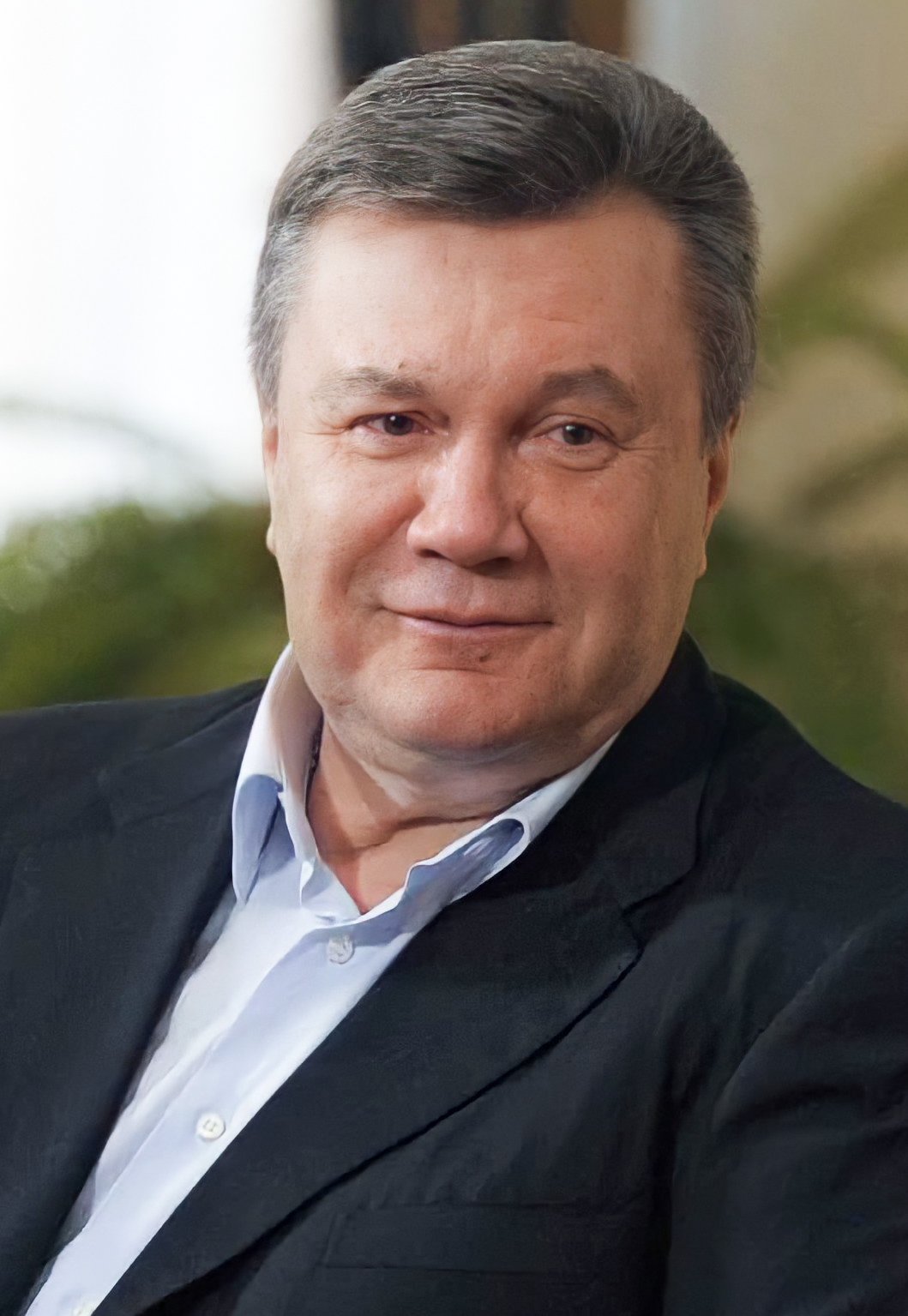
Віктор Янукович

- Аверченко Віталій Петрович — український актор і режисер, заслужений діяч мистецтв УРСР, народний артист України
- Авдонін Сергій Олександрович — господарник.
- Алексєєв Анатолій Дмитрович — інженер
- Амоша Олександр Іванович — директор Інституту економіки промисловості НАН України, академік Національної академії наук України
- Асєєв Станіслав Володимирович — український письменник, журналіст і блогер.
- Атрощенко Василь Іванович — український хімік-технолог, педагог.
- Андієвська Емма — українська письменниця (поетеса, прозаїкиня) та малярка.
- Ахметов Рінат Леонідович — народний депутат України, найбагатша людина України. Президент футбольного клубу «Шахтар», головний акціонер компанії «System Capital Management».

## Б
- Байдебура Павло Андрійович — український радянський письменник
- Башун Олена Володимирівна — науковиця (педагогіка, бібліотекознавство)
- Біла Анна — українська поетка, критикиня, літературознавиця.
- Білецький Володимир Стефанович — доктор технічних наук, професор (гірництво), енциклопедист, редактор фахового журналу «Схід», громадсько-політичний діяч. Дійсний член НТШ в Україні.
- Білий Дмитро Дмитрович — науковець (історія), доктор історичних наук, письменник
- Біляїв Володимир Іванович — український письменник і журналіст, член Національної спілки письменників України, керівник української редакції «Голосу Америки»
- Богатирьова Раїса Василівна — українська політична діячка. Секретарка Ради національної безпеки і оборони, народна депутатка України.
- Божко Олександр Федорович — Голова Українського молодіжного Чорнобильського фонду. Віце-президент Асоціації дружби «Україна-Куба». Надзвичайний і Повноважний Посол України в Республіці Куба.
- Бойко Вадим Григорович — український письменник
- Борнацький Іван Іванович — український вчений у галузі металургії, заслужений діяч науки і техніки України.
- Бубка Сергій Назарович — спортсмен

## В
- Василенко Василь Якович — диригент

## Г, Ґ
- Гаєвський Аполлінарій Миколайович — український шахіст, учасник восьми чемпіонатів України, один із найсильніших шахістів Донбасу.
- Гейєр Віктор Георгійович (11 листопада 1903, Вінниця — 31 січня 1990) — український радянський науковець, професор, доктор технічних наук, заслужений діяч науки УРСР.
- Герланець Валерій Ілліч - дитячий письменник.
- Гордасевич Галина Леонідівна — українська поетеса, громадська діячка
- Гуртяк Дмитро Олександрович — програміст, автор програми KeyRus, що була встановлена на багатьох персональних комп'ютерах

## Д
- Дерев'янський Семен Йосипович — російський кінорежисер.
- Дзюба Іван Михайлович — Герой України, літературознавець, критик, громадський діяч, дисидент радянських часів, другий Міністр культури України (1992–1994)
- Діброва Володимир — яскравий представник «андеґраундної альтернативи» 1970 — 1980-х років.
- Долина Сергій Володимирович — український телеведучий, актор театру та кіно.

## Є
- Єгурнов Олександр Іванович — футболіст
- Єлішевич Аркадій Танхумович — науковець (гірництво)
- Єльяшевич Марія Григорівна — радянська науковиця у галузі гірничої справи та вуглевидобутку

## Ж
- Жуковський Станіслав Віталійович — поет, перекладач. Член Національної спілки письменників України
- Живанкова Світлана Василівна — українська акторка

## З
- Завадський Едвальд Абрамович — фізик. Член-кореспондент АН УРСР
- Задунайський Вадим Васильович (нар. 1967 р.) - український історик, доктор історичних наук, професор кафедри історії України Донецького національного університету.
- Звягільський Юхим Леонідович — промисловець і державний діяч
- Загнітко Анатолій Панасович — професор, доктор філологічних наук. Член-кореспондент НАН України (2012 р.). Дійсний член НТШ в Україні.

## І
- Ільяшов Михайло Олександрович (нар. 1953) — український науковець і керівник у вугільній галузі. Доктор технічних наук, професор, лауреат Державної премії в галузі науки і техніки.
- Іхтіаров Юрій — відомий громадський і політичний діяч української діаспори в США

## К
- Клименко Олександр Іванович (політик)
- Колесніков Борис Вікторович — бізнесмен і політик
- Кучер Роман Володимирович — хімік. Академік АН УРСР.
- Коробко Аліна Миколаївна (*11 листопада 1947) — українська концертно-камерна співачка, народна артистка України, викладачка, професор Донецької музичної академії.
- Коробчанський Іван Євстафійович (4 (16) січня 1895, Кекине — 1 квітня 1956, Москва) — український радянський вчений у галузі коксохімічної промисловості, підземної газифікації палива, Доктор технічних наук, професор, член-кореспондент АН УРСР.

## Л
- Литвиненко Леонід Михайлович — науковець, хімік, академік НАНУ.
- Логачов Віктор Степанович — журналіст, письменник, головний редактор журналу «Донбас»
- Логвиненко Володимир Іванович — голова Донецької обласної державної адміністрації (з 16 травня 2006 р.) Держ. службовець 1-го рангу.
- Ломоносова Ольга Олегівна — російська і українська акторка театру і кіно.

## М
- Максимович Володимир Олександрович (1936) — доктор медичних наук, професор.
- Мишанич Степан Васильович (1936) — вчений-філолог, доктор філологічних наук, професор.
- Міхеєва Оксана Костянтинівна – українська науковиця, доктор історичних наук, професор кафедри соціології управління Донецького державного університету управління. Членкиня Донецького відділення НТШ з 2004 та Соціологічної асоціації України.
- Моісеєнко Крістіна Олександрівна (1995) — акторка, фольклористка, фотомодель.

## Н
- Носенко Юрій Лаврентійович (23 жовтня 1941 р. — 23 квітня 2003 р.) — вчений-математик, професор, багаторічний заступник завідувача кафедри вищої математики Донецького державного технічного університету, у 2003 р. — завідувач кафедрою математики. Член Донецького відділення НТШ з 1998 р.
- Носов Віктор Васильович — футболіст і тренер. Майстер спорту СРСР, заслужений тренер України.

## О
- Оліфіренко Вадим Володимирович — член Національної СПУ
- Опейда Йосип Олексійович — доктор хімічних наук, професор. Дійсний член НТШ в Україні.

## П
- Пак Вітольд Степанович (нар. 22 серпня 1888, Шальнишки — пом. 30 травня 1965) — радянський гірничий інженер, академік АН УРСР.
- Пак Вітольд Вітольдович (20 травня 1935, Сталіно — 25 грудня 2002, Донецьк) — український математик, гірничий інженер.
- Панов Борис Семенович (10 вересня 1928, Іловайськ, Донецька область — 18 січня 2012, Донецьк) — український геолог, доктор геолого-мінералогічних наук (1975).
- Пасько Ігор Трохимович — професор філософії
- Пасько Ярослав Ігоревич — доктор філософських наук
- Писарєв Вадим Якович — артист, хореограф, менеджер, педагог, засновник і керівник школи хореографічної майстерності
- Підлужний Валерій Васильович (нар. 1952) — український та радянський легкоатлет, стрибун у довжину
- Пірко Василь Олексійович — доктор історичних наук, професор (історія). Дійсний член НТШ в Україні.
- Подкопаєва Лілія — українська спортивна гімнастка
- Попов Анатолій Федорович — науковець, хімік, академік Національної академії наук України
- Просалова Віра Андріївна — українська філологиня та літературознавиця
- Педенко Віктор — діяч української діаспори, освітянин
- Петрушкін Юрій Федорович — Заслужений художник України
- Пистун Ярослав Миколайович (1980-2022) полковник заступник командира оперативно-тактичного угрупування Північ загинув 22 лютого 2022 року.

## Р
- Раденко Анатолій Григорович — футболіст та футбольний тренер.
- Рибак Володимир Васильович — голова Верховної Ради України.
- Рождественський Микола Миколайович — науковець (хімія).
- Ревва Олександр Володимирович — комедійний актор, шоумен, актор дубляжу.

## С
- Саранчук Віктор Іванович (*13 червня 1932, с. Піски, Ясинуватський район, Донецька область — †3 липня 2009, Донецьк) — український вчений у галузі вугільних технологій, доктор технічних наук, професор
- Симоненко Петро Миколайович — голова Комуністичної партії України.
- Смирнов Микола Петрович — режисер і актор. Народний артист УРСР (1954).
- Соболь Валентина Олександрівна — літературознавиця
- Соколовський Михайло Григорович — футболіст та тренер. Багаторічний капітан «Шахтаря» (Донецьк).
- Солдак Ігор Іванович (1943–2007) — санітарний лікар, доктор медичних наук, професор, завідувач кафедри гігієни Донецького національного медичного університету ім. М. Горького.
- Соловей Олег Євгенович — поет, критик, літературознавець.
- Солов'яненко Анатолій Борисович — Герой України, всесвітньо відомий український співак (тенор) та видатний громадський діяч.
- Стебун Ілля Ісаакович — літературознавець, критик і педагог
- Степурко Віктор Іванович — композитор. Член Спілки композиторів України.
- Стус Василь — український поет, дисидент
- Світлий Юрій Герасимович — науковець (гідротранспорт)

## Т
- Тарута Сергій Олексійович (нар. 23 липня 1955, с. Виноградне Донецької області) — український підприємець, політик, голова ради директорів компанії «Індустріальний союз Донбасу».
- Твердовський Олег Федорович — російський хокеїст.
- Темірова Надія Романівна — українська історикиня, доктор історичних наук, професор. Відмінник освіти України. Членкиня правління Національної спілки краєзнавців України.
- Терещенко Василь Тимофійович — заслужений вчитель України, член НТШ, організатор освіти, публіцист.
- Тихий Олексій Іванович — правозахисник, педагог, мовознавець, член-засновник Української гельсінської групи.
- Ткаченко Станіслав Йосипович (народився 6 грудня 1937 р.) — український науковець, завідувач кафедри теплоенергетики Вінницького національного технічного університету, доктор технічних наук, професор, заслужений працівник народної освіти України.
- Тодоров Ігор Ярославович — український науковець, історик, доктор історичних наук, професор кафедри міжнародних відносин та зовнішньої політики Донецького національного університету, член Донецького відділення НТШ.
- Тюльга Іван Миколайович — генерал-майор Радянської Армії, у 1962—1972 роках начальник Київського вищого військового інженерного училища зв'язку імені М. І. Калініна.

## У
- Узбек Костянтин Минович — український вчений, доктор філософських наук, професор.

## Ф
- Фірсов Єгор Павловичнар. 1 грудня 1988, Донецьк) — український політик, наймолодший народний депутат України 7-го скликання, народний депутат 8-го скликання, голова Донецької обласної організації партії УДАР.

## Ш
- Шевченко Володимир Павлович — науковець (точні науки), ректор університету, академік НАНУ
- Шевченко Анатолій Іванович — науковець (точні науки), ректор Інституту штучного інтелекту, член-кореспондент НАНУ
- Шелех Ганна Вадимівна (* 1993) — українська стрибунка з жердиною, олімпійка, майстер спорту України міжнародного класу.
- Шендрик Тетяна Георгіївна (1951 р.н.) — українська хімікиня, доктор хімічних наук, професор.
- Шаталов Віктор Федорович — педагог-новатор

## Ч
- Чумак Галина Володимирівна — директор Донецького обласного художнього музею, Заслужений працівник культури України
- Черкашнєв Іван Трохимович — Герой Радянського Союзу
- Чепка Ганна Анатоліївна — українська художниця. Народилась в Донецьку.
- Черкасенко Спиридон Феодосійович — український письменник, драматург та педагог.
- Чумаченко Микола Григорович (1 травня 1925 — 14 жовтня 2011 року) — економіст, дійсний член АН УРСР (з 1982). З 1961 професор Інституту Народного Господарства в Києві (1967—70 — проректор), 1971—73 — заступник директора Інституту економіки АН УРСР, з 1973 директор Інституту Економіки Промисловості АН УРСР (у Донецьку) та з 1982 голова Донецького наукового центру АН УРСР. Автор праць з економіки промисловості і управління промисловим підприємством.

## Ю
- Юз Джон — промисловець, засновник Донецького металургійного заводу

## Я
- Янукович Віктор Федорович — лідер Партії регіонів, Прем'єр-міністр України (21 листопада 2002 — 5 січня 2005 та 4 серпня 2006 — 18 грудня 2007)